# Wavrechain-sous-Denain
 Wavrechain-sous-Denain  es una comuna y población de Francia, en la región de Norte-Paso de Calais, departamento de Norte, en el distrito de Valenciennes y cantón de Denain.
Su población en el censo de 1999 era de 1.731 habitantes. Forma parte de la aglomeración urbana de Valenciennes.
Está integrada en la Communauté d'agglomération de la Porte du Hainaut.

## Demografía
| 1865 | 1956 | 1791 | 1929 | 1797 | 1731 |
| Para los censos de 1962 a 1999 la población legal corresponde a la población sin duplicidades (Fuente: INSEE [Consultar]) |      |      |      |      |      |